# Max Born

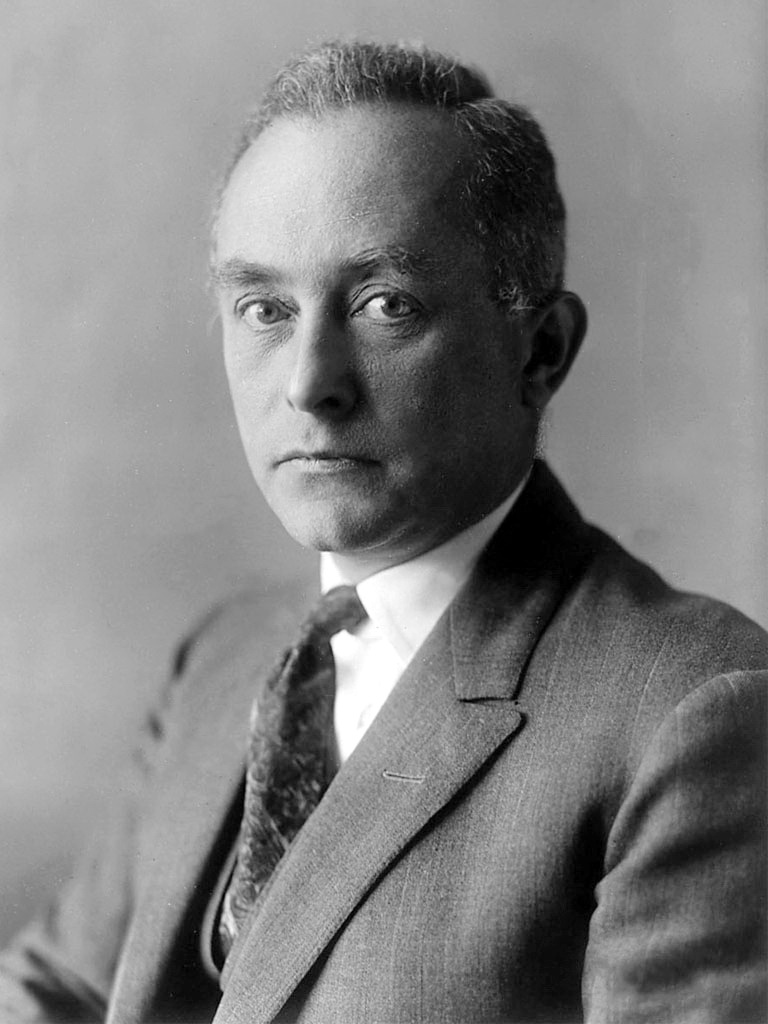
Max Born

Max Born (* 11. Dezember 1882 in Breslau, Provinz Schlesien; † 5. Januar 1970 in Göttingen) war ein deutscher Mathematiker und Physiker, der später im Exil vor der Verfolgung durch die Nationalsozialisten die britische Staatsbürgerschaft annahm. Für grundlegende Beiträge zur Quantenmechanik wurde er 1954 mit dem Nobelpreis für Physik ausgezeichnet.

## Leben und Werk

### Herkunft
Max Born wuchs in Breslau auf. Er stammte aus einer großbürgerlichen, deutsch-jüdischen Familie. Sein Vater Gustav Born war Professor für Anatomie und Embryologie an der Universität Breslau, sein Großvater Marcus Born der erste jüdische Distriktarzt in Preußen. Seine Mutter Margarete Kaufmann kam aus einer Familie der Textilindustrie in Breslau und war musikalisch interessiert. Sie starb, als Born vier Jahre alt war. 1890 heiratete der Vater Bertha Lipstein. Das Elternhaus war kulturell aufgeschlossen und zu den Freunden seines Vaters zählten Albert Neisser und Paul Ehrlich. Born hatte eine Schwester, Käthe (1883–1953), und aus der zweiten Ehe seines Vaters einen Halbbruder Wolfgang (1893–1949), der später Professor für Kunstgeschichte am City College of New York wurde. Als Student war er häufig Gast bei Neisser, bei dem viele bekannte Musiker (Ferruccio Busoni, Artur Schnabel, Edwin Fischer, Carl Flesch) und Literaten wie Gerhart Hauptmann verkehrten.

### Ausbildung
Nach Besuch des humanistischen König-Wilhelms-Gymnasiums studierte Max Born ab 1901 in Breslau (wo die Mathematiker Otto Toeplitz und Ernst Hellinger Kommilitonen waren), Heidelberg (wo er James Franck kennenlernte und sich mit ihm befreundete), Zürich und Göttingen zuerst Rechtswissenschaften und Moralphilosophie, später Mathematik, Physik und Astronomie. Er promovierte 1906 bei Carl Runge in Göttingen (Untersuchungen über die Stabilität der elastischen Linie in Ebene und Raum, unter verschiedenen Grenzbedingungen). Während seines Studiums hatte er den Unwillen des sehr einflussreichen Mathematikers Felix Klein erregt, als er es zunächst ablehnte, seine Arbeit über die elastische Linie als Preisarbeit an der Universität einzureichen – er gab dann schließlich doch nach und gewann 1906 den Preis. Born sprang kurzfristig nach der Erkrankung des Studenten, der darüber ursprünglich vortragen sollte, im Seminar von Klein und Runge zur Behandlung des Themas ein. Das Ergebnis beeindruckte Klein so stark, dass er einen Preis dazu ausschrieb mit dem Hintergedanken, dass Born ihn erhalten sollte. In seiner Doktorprüfung mied er Klein als Prüfer und wählte Astronomie unter Karl Schwarzschild als Nebenfach, sein anderer Prüfer war Woldemar Voigt. In Mathematik wurde er von David Hilbert geprüft. Born fragte Hilbert vor der Prüfung, welche Themen drankommen würden, Hilbert stellte die Gegenfrage, über welches Thema er am wenigsten wüsste. Born antwortete Idealtheorie, worauf Hilbert ausschließlich Fragen dazu stellte (er erklärte das später damit, dass er herausfinden wollte, was Born über ein Thema wüsste, von dem dieser nach eigenen Angaben nichts wüsste). Danach war er physikalischer Assistent (unbezahlter Privatassistent) von David Hilbert, wobei er auch eng mit Minkowski zusammenarbeitete. Seinen Wehrdienst, der durch sein Asthma abgekürzt wurde, leistete er nach seiner Promotion. Ein halbes Jahr später hielt er sich in Cambridge bei Joseph Larmor und J. J. Thomson auf. 1908/09 studierte er bei Otto Lummer und Ernst Pringsheim senior in Breslau Experimentalphysik (da in seinem Praktikumsexperiment ein Kühlschlauch riss, der das Labor unter Wasser setzte, riet ihm Lummer allerdings von einer weiteren Karriere auf diesem Gebiet ab), befasste sich aber auch mit der Relativitätstheorie (und speziell der Theorie starrer Körper in der Relativitätstheorie und Theorie des Elektrons). Er kehrte Ende 1908 zu Hermann Minkowski nach Göttingen zurück, mit dem er von Dezember 1908 bis zu dessen plötzlichem Tod nach einer Blinddarmoperation im Januar 1909 über die Relativitätstheorie zusammenarbeitete.

### Habilitation, Forschung
Er habilitierte sich 1909 in Göttingen mit einer Arbeit über die Theorie des starren Körpers in der Relativitätstheorie. Seine Probevorlesung behandelte das Thomsonsche Atommodell.
Nach Minkowskis Tod gab Born dessen physikalische Arbeiten aus dem Nachlass heraus. Ein weiteres Forschungsfeld war die Theorie atomarer Kristallgitter. Hierüber veröffentlichte er 1915 das Buch Dynamik der Kristallgitter. Mit Theodore von Kármán entwickelte er die Born-von-Kármán-Theorie der spezifischen Wärme von Festkörpern.

### Zeit des Ersten Weltkriegs
Bei Beginn des Ersten Weltkrieges teilte er die allgemeine Kriegsbegeisterung, war aber wegen seines Asthmas nicht fronttauglich. 1915 trat er als Funker in den Heeresdienst und wurde Mitglied einer Gruppe von Technikern und Physikern unter der Leitung von Max Wien. In dieser Zeit war er bei der Artillerieprüfungskommission in einer Gruppe unter der Leitung von Rudolf Ladenburg mit Schallortungs-Versuchen befasst. Er bemühte sich in dieser Zeit, auch andere Physiker und Mathematiker vom Fronteinsatz abzuziehen und so über den Krieg zu retten.
Zu seinen Mitarbeitern zählten z. B. Alfred Landé, Erwin Madelung, Fritz Reiche.
Born war nach der Habilitation zunächst ab 1912 Privatdozent in Göttingen, war 1914/1915 außerordentlicher Professor an der Universität Frankfurt und wurde 1915 dann außerordentlicher Professor für theoretische Physik an der Friedrich-Wilhelms-Universität Berlin, wo er mit Max Planck, Albert Einstein und Walther Nernst zusammenarbeitete. 1919 erhielt er seine erste ordentliche Professur in Frankfurt am Main, wo er den Lehrstuhl des nach Berlin gehenden Max von Laue übernahm.

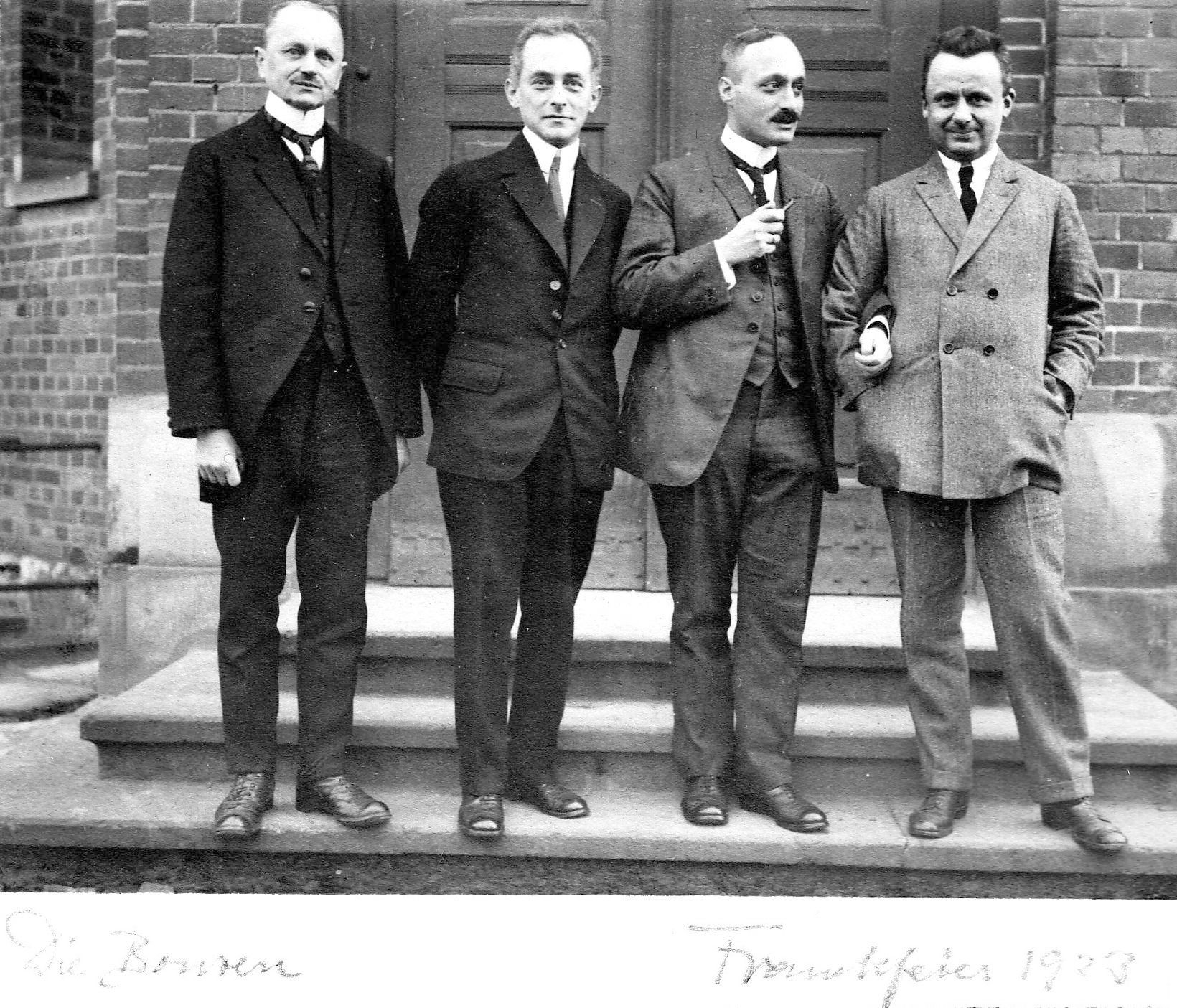
Franckfeier 1923 in Göttingen – Die „Bonzen“:
Max Reich, Max Born, James Franck und Robert Wichard Pohl

### Professor in Göttingen
Born war von 1921 bis 1933 Professor in Göttingen. Hier entwickelte er unter anderem mit Wolfgang Pauli, Werner Heisenberg, Pascual Jordan und Friedrich Hund große Teile der modernen Quantenmechanik. Nach ihm benannte Verfahren wie die Born-Oppenheimer-Näherung in der Molekülphysik (1928) und die Bornsche Näherung in der Streutheorie gehören zu seinen Pionierleistungen.
Er entwickelte die statistische Interpretation der Wellenfunktion, die später als Kopenhagener Deutung bekannt wurde und für die er 1954 den Nobelpreis für Physik erhielt.
1948 wurde ihm die Max-Planck-Medaille verliehen, 1950 die Hughes-Medaille.
Max Born beschäftigte sich auch mit theoretischer Optik, über die er mit Emil Wolf ein heute noch bedeutendes Lehrbuch geschrieben hat.
Mit Albert Einstein verband Born eine lebenslange enge Freundschaft, auch wenn Einstein die Arbeiten Borns zur Quantentheorie skeptisch betrachtete. Sein Briefwechsel mit Einstein, der unter anderem für die Geschichte der Interpretation der Quantenmechanik interessant ist, wurde in Buchform veröffentlicht.
1934 entwickelte er mit Leopold Infeld die Born-Infeld-Theorie, eine relativistische, nichtlineare Verallgemeinerung der Elektrodynamik, die die in der üblichen Elektrodynamik divergierende elektromagnetische Selbstenergie des Elektrons (oder allgemein von Punktladungen) endlich machen sollte. Sie fand später in der Stringtheorie (Eichfelder auf D-Branen) neue Anwendung.
Vor allem Born ist die Herausbildung einer fruchtbaren Schule theoretischer Physiker Anfang des 20. Jahrhunderts in Göttingen zu verdanken, zu der auch viele durchreisende ausländische Physiker kamen. Zu seinen Doktoranden zählen Maria Goeppert-Mayer, Victor Weisskopf, Robert Oppenheimer, Siegfried Flügge, Friedrich Hund, Pascual Jordan, Maurice Pryce (in Cambridge), Herbert S. Green (in Edinburgh).

### Zeit des Nationalsozialismus/Emigration
Im Jahr 1933, nach der Machterlangung der Nationalsozialisten, wurde Max Born wegen seiner jüdischen Herkunft aufgrund des Berufsbeamtengesetzes der Hitlerregierung zwangsbeurlaubt. 1936 wurde ihm auch die deutsche Staatsbürgerschaft entzogen. Er emigrierte nach England (1939 wurde er britischer Staatsbürger) und hatte zunächst ab 1933 eine Dozentur in Cambridge, dann ab 1936 eine Professur an der Universität von Edinburgh, wo er bis zu seiner Rückkehr nach Deutschland 1953 blieb.
1936 wurde Max Born eine Stelle am Indian Institute of Sciences in Bangalore angeboten. Sein Gastgeber, C. V. Raman, versuchte, eine dauerhafte Stelle für ihn zu schaffen. Er scheiterte, da die Verwaltung der Meinung war, theoretische Physik sei spekulativ und für die Industrie nutzlos. Nach ca. 6 Monaten verließ Born Indien.
In Großbritannien engagierte sich Born für die Notgemeinschaft deutscher Wissenschaftler im Ausland, um anderen verfolgten Akademikern Stellen zu vermitteln.

### Wieder in Deutschland

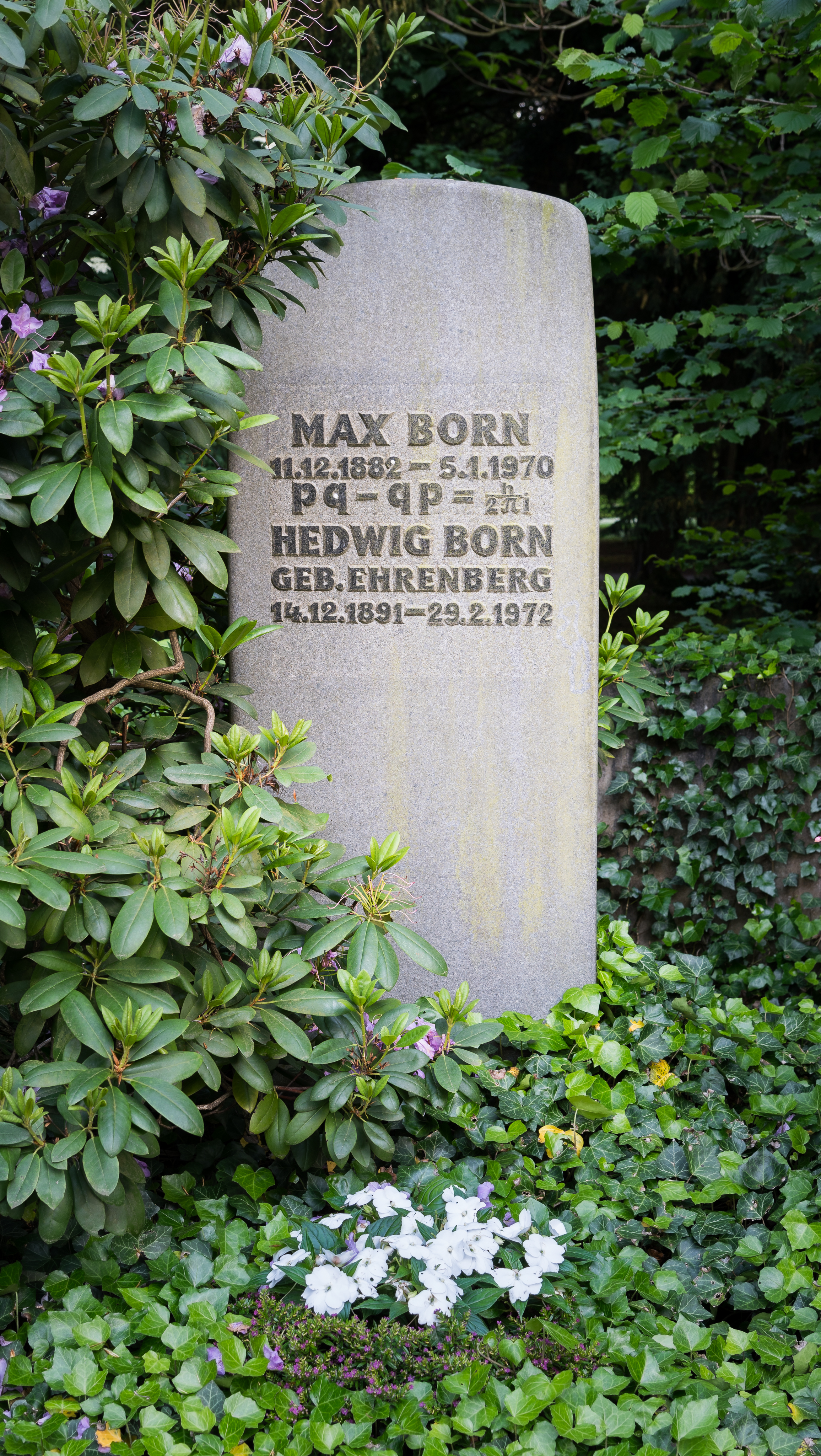
Grab von Max Born auf dem Stadtfriedhof in Göttingen.

Am 28. Juni 1953 wurde er zum Ehrenbürger von Göttingen ernannt, wo man später auch eine Straße nach ihm benannte. Eine Rolle bei seiner Rückkehr spielte, dass er nur hier volle Pensionsansprüche erhielt. Einstein hatte ihm davon abgeraten, äußerte im Briefwechsel mit Born Verständnis und schob die Verantwortung auf den – so Einstein – sprichwörtlichen Geiz der Schotten, deren Pensionszahlungen wegen der Kürze von Borns Lehrzeit in Edinburgh gering ausfielen. Er lebte von 1954 bis zu seinem Tod in dem 68 km entfernten Kurort Bad Pyrmont. Sein Grab befindet sich auf dem Göttinger Stadtfriedhof.

### Gesellschaftliches Engagement
Neben seinen physikalischen Untersuchungen hat sich Max Born immer wieder mit Reden zu philosophischen und gesellschaftspolitischen Themen Gehör zu verschaffen versucht. 1957 war er einer von 18 Unterzeichnern des Göttinger Manifests, das sich gegen die geplante atomare Aufrüstung der Bundeswehr wandte.
In diesem Zusammenhang hat er wiederholt auf die wichtige Rolle hingewiesen, die seine Frau Hedwig für die Herausbildung und Überprüfung seiner eigenen Standpunkte spielte. Mit ihr zusammen verfasste er unter anderem das Buch Der Luxus des Gewissens – Erlebnisse und Einsichten im Atomzeitalter (1958).

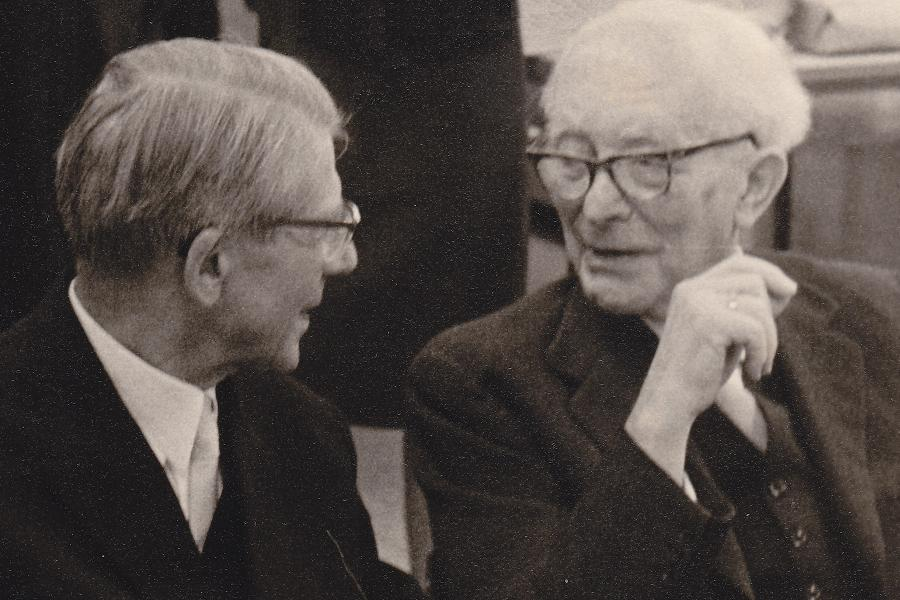
Friedrich Hund und Max Born, 1966

## Familie
Er war seit 1913 mit Hedwig (Hedi) Martha Ehrenberg (1891–1972) verheiratet, einer Tochter des 1882 zum Christentum konvertierten jüdischen Juristen Victor Ehrenberg, mit der er drei Kinder hatte: Irene (1914–2003), Gritli (1915–2000) und Gustav Victor Rudolf Born (1921–2018), ein bekannter britischer Pharmakologe. Die Sängerin und Schauspielerin Olivia Newton-John war eine Tochter seiner Tochter Irene. Auch die Sozialwissenschaftlerin und Musikerin Georgina Born ist eine Enkelin Max Borns. Seiner Frau Hedi zuliebe trat er 1914 zum lutherischen Glauben über.

## Auszeichnungen und Mitgliedschaften

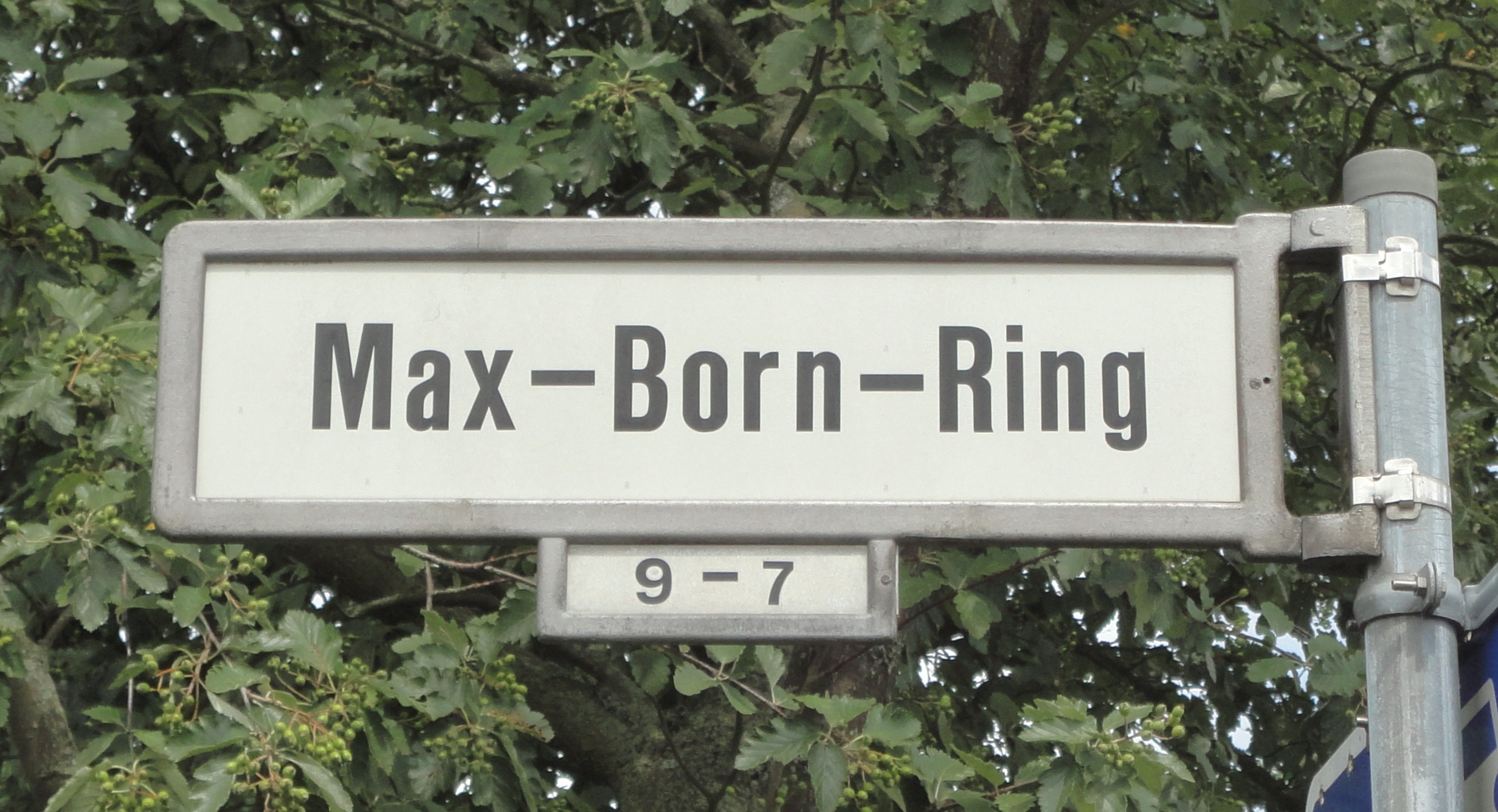
Göttingen-Weende, Max-Born-Ring

- 1924: Korrespondierendes Mitglied der Akademie der Wissenschaften der UdSSR (Ehrenmitglied ab 1934)[18]
- 1937: Mitglied der Royal Society of Edinburgh[19]
- 1939: Mitglied der Royal Society of London
- 1958: Mitglied und Ehrenmitglied der Leopoldina[20]
- 1959: Großes Bundesverdienstkreuz mit Stern[21] und Schulterband[22]
- Born war Mitglied weiterer wissenschaftlicher Akademien, so der Akademie der Wissenschaften zu Göttingen (seit 1920) und der Preußischen Akademie der Wissenschaften. 1955 wurde er in die National Academy of Sciences, 1959 in die American Academy of Arts and Sciences gewählt.
- Er war neunfacher Ehrendoktor.
- 1954 Nobelpreis für Physik[23]

## Sonstiges

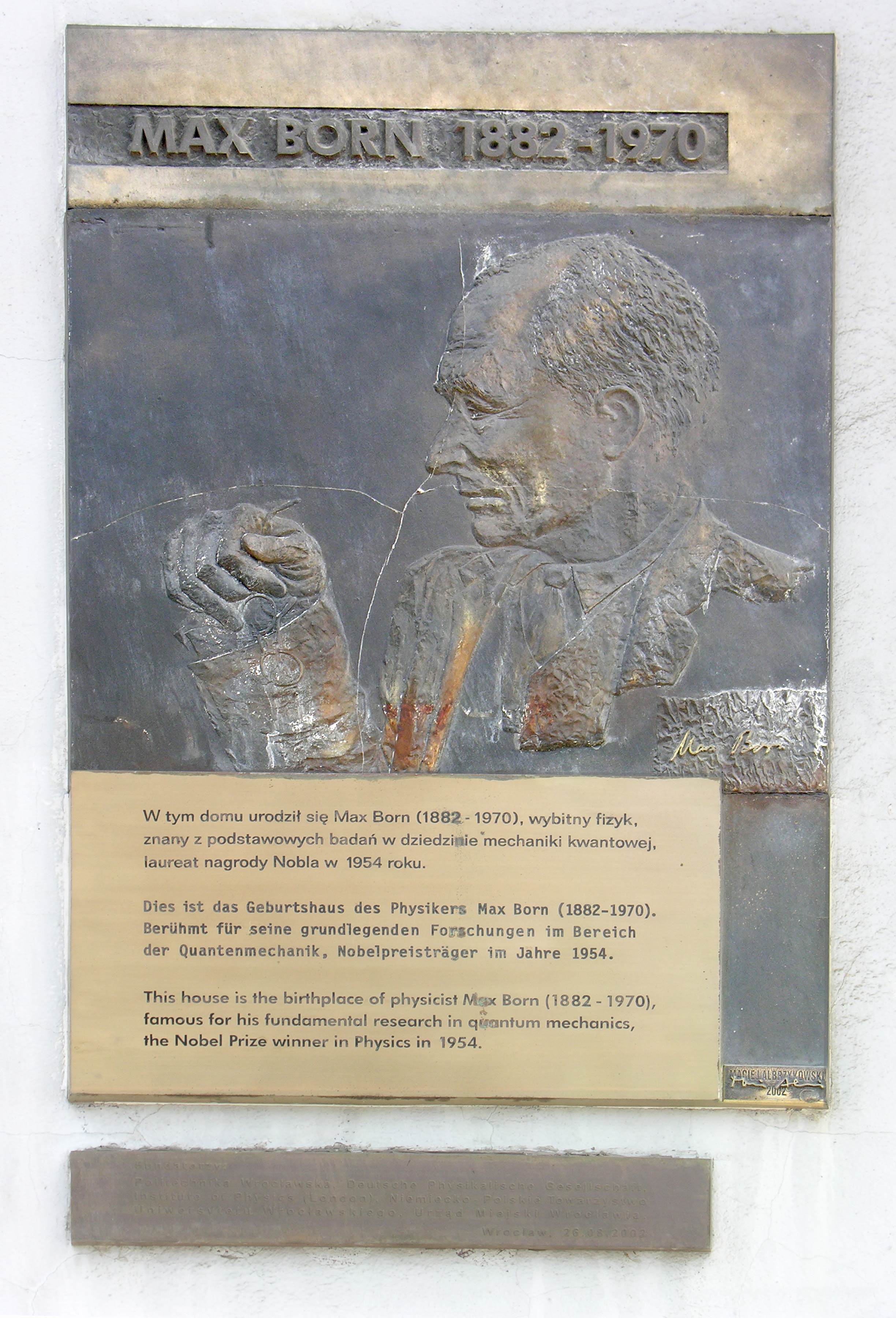
Gedenktafel für Max Born an seinem Geburtshaus in Breslau

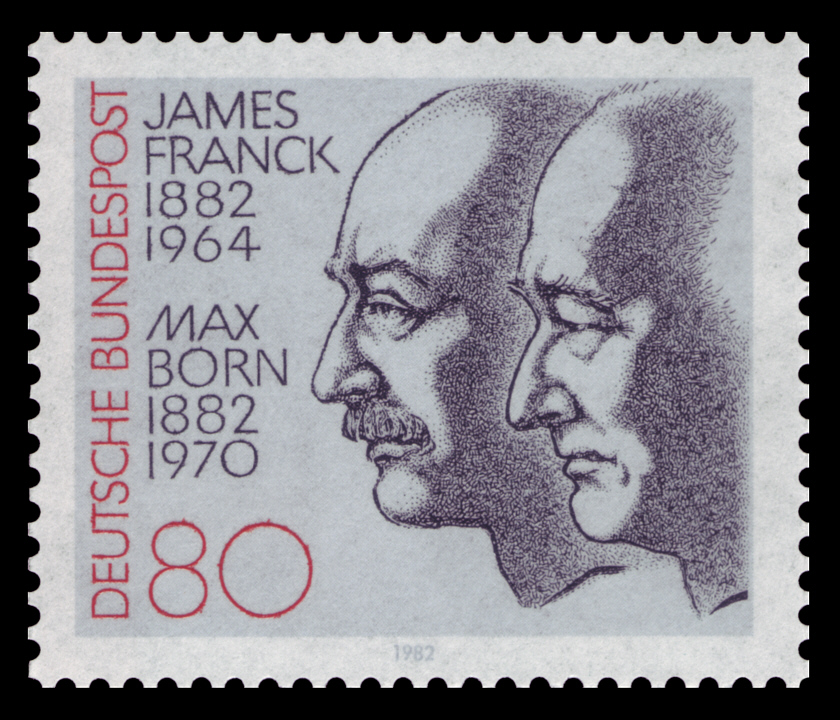
100. Geburtstag von James Franck und Max Born: Sonderbriefmarke der Deutschen Bundespost von 1982

- Die DPG und das Institute of Physics verleihen jährlich den Max-Born-Preis.
- Die Optical Society of America verleiht jährlich den Max Born Award für physikalische Optik.
- Nach ihm sind das Max-Born-Gymnasium Germering bei München, das Max-Born-Gymnasium Backnang bei Stuttgart, das Max-Born-Gymnasium bei Heidelberg, die Max-Born-Realschule in Dortmund, das Max-Born-Berufskolleg in Recklinghausen, das Max-Born-Institut für Nichtlineare Optik und Kurzzeitspektroskopie in Berlin und die Max-Born-Realschule in Bad Pyrmont benannt – diese nicht zuletzt deshalb, weil er seine letzten Jahre in Bad Pyrmont in der Marcardstraße verbracht hat. Des Weiteren trägt das Gebäude der physikalischen Fakultät an der Technischen Universität Dortmund seinen Namen.
- In Hamburg-Bahrenfeld ist eine Straße nach ihm benannt, die nach dem politischen Willen des Bezirks Altona eigentlich Hedwig-und-Max-Born-Straße heißen sollte, was die hamburgische Landesregierung aber ablehnte. Auch im Bergheimer Stadtteil „Zieverich“, im Berliner Technologiepark „Adlershof“, in Bietigheim-Bissingen, in Düsseldorf-Wersten, in Frankfurt-Riedberg, in Karlsruhe-Wolfartsweier, in Laatzen bei Hannover, in Mainz-Hechtsheim, in München-Moosach, Ulm, Heilbronn, Greifswald und im Potsdamer Stadtteil „Am Stern“ sind Straßen nach ihm benannt.
- Nach ihm sind der Mondkrater Born und der Asteroid (13954) Born benannt.
- 1955 war Born ein Mitunterzeichner des Russell-Einstein-Manifests.
- 2017 wurde Born an seinem Geburtstag, dem 11. Dezember, mit einem Doodle auf der Google-Suchseite geehrt.[24]

## Ausgewählte Schriften
- Untersuchungen über die Stabilität der elastischen Linie in Ebene und Raum, unter verschiedenen Grenzbedingungen (Dissertation 1906).
- Dynamik der Kristallgitter (1915)
- Die Relativitätstheorie Einsteins (1920), Springer, ISBN 3-540-04540-6.
- Atomtheorie des festen Zustands (Dynamik der Kristallgitter). In: Encyklopädie der mathematischen Wissenschaften mit Einschluss ihrer Anwendungen. Leipzig 1922, S. 35ff. (online).
- Vorlesungen über Atommechanik (1925), MIT Press, ISBN 0-262-52019-2.
- (mit Pascual Jordan): Zur Quantenmechanik. In: Zeitschrift für Physik 34, 1925, S. 858 ff. (englische Übersetzung in: Sources of Quantum Mechanics. Hrsg. von B. L. van der Waerden, Amsterdam 1967, S. 277 ff.; online (Memento vom 20. April 2008 im Internet Archive), PDF, 184 kB).
- (mit Werner Heisenberg und Pascual Jordan): Zur Quantenmechanik II. In: Zeitschrift für Physik 35, 1926, S. 557 ff. (englische Übersetzung in: Sources of Quantum Mechanics. Hrsg. von B. L. van der Waerden, Amsterdam 1967, S. 321 ff.; online (Memento vom 20. April 2008 im Internet Archive), PDF, 310 kB).
- Zur Wellenmechanik der Stossvorgänge. In: Nachrichten von der Gesellschaft der Wissenschaften zu Göttingen, Mathematisch-Physikalische Klasse, 1926, S. 290 ff. (14. Januar 1927; online).
- Optik. Ein Lehrbuch der elektromagnetischen Lichttheorie (1933), Reprint Springer 1972.
- Experiment and theory in physics (1943).
- Natural philosophy of cause and chance (1949).
- mit Kun Huang Dynamical Theory of Crystal Lattices, Clarendon Press, Oxford 1954.
- Physik im Wandel meiner Zeit (1957).
- Der Luxus des Gewissens (Co-Autor zu Hedwig Born) (1958).
- Principles of Optics (zusammen mit Emil Wolf) (1959)
- Ausgewählte Abhandlungen, 2 Bände, Göttingen, Vandenhoeck und Ruprecht (1963)
- Von der Verantwortung des Naturwissenschaftlers (1965).
- Max Born: Mein Leben. Die Erinnerungen des Nobelpreisträgers. Nymphenburger Verlag, 1975, ISBN 3-485-00204-6.
  - Englische Ausgabe: My life and my views, Scribners, New York 1968 und My Life: Recollections of a Nobel Laureate, Scribners, 1978.
- Max Born, Albert Einstein: Albert Einstein, Hedwig und Max Born Briefwechsel: 1916–1955 / kommentiert von Max Born, Geleitwort von Bertrand Russell, Vorwort von Werner Heisenberg. Nymphenburger Verlag, München 1969, ISBN 3-499-11478-X.